# Vestamager station
Vestamager station är en tunnelbanestation i södra delen av stadsdelen Ørestad i Köpenhamn. Den är slutstation på linje M1 på Köpenhamns metro. 
Stationen ligger på en högbana intill det 2 000 hektar stora naturreservatet Vestamager, även kallat Amager Fælled.

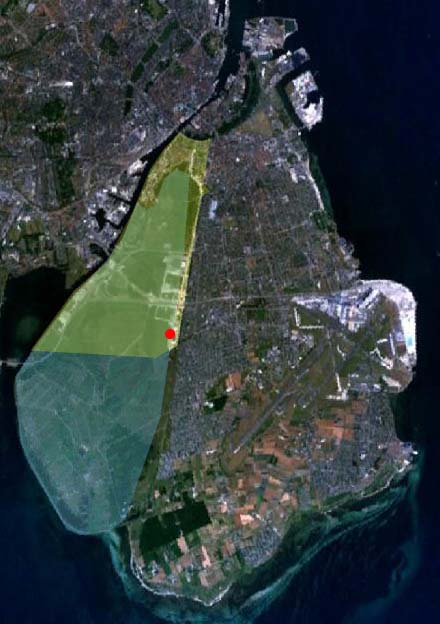
Vestamager station markerad på en bild av ön Amager med Vestamager i mörkgrönt.